# 小波秀雄
小波 秀雄（こなみ ひでお、1951年3月5日 - ）は。物理化学を専門とする日本の化学者。理学博士（東北大学）。京都女子大学名誉教授。ニセ科学に対する情報発信も行っている。「ニセ科学フォーラム」実行委員

## 履歴
- 東北大学大学院理学研究科化学第二専攻博士課程中退
- 東北大学反応化学研究所助手、助教授
- 宮城工業高等専門学校教授を経て、2000年より京都女子大学現代社会学部現代社会学科教授。
- 2016年3月末に京都女子大学を定年退職した[1]。

## 近年の活動
計算機化学、分子分光学、色素分子の電子状態などの物理化学が専門だが、京都女子大学では、統計学、アルゴリズムとデータ構造、プログラミング実習、数理モデル、自然・社会現象のコンピュータシミュレーション等の情報教育を担当している。また、「現代社会論」の講義では、ニセ科学の問題を扱っており、マイナスイオン問題などを取り上げている。近年では生理痛と低用量ピルに関する発言も多い。